# Georg Westling

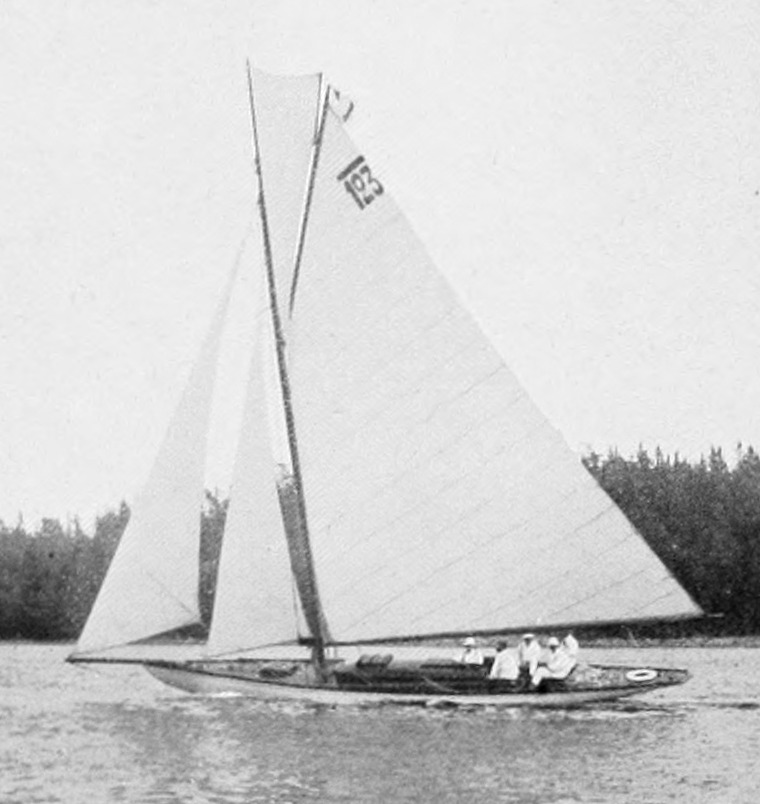
Lucky Girl

Georg Gustaf Westling (ur. 24 sierpnia 1879 w Helsinkach, zm. 14 listopada 1930 w Helsinkach) – fiński żeglarz, olimpijczyk, zdobywca brązowego medalu w regatach na Letnich Igrzyskach Olimpijskich w 1912 roku w Sztokholmie.
Na Letnich Igrzyskach Olimpijskich 1912 zdobył brąz w żeglarskiej klasie 8 metrów. Załogę jachtu Lucky Girl tworzyli również Gunnar Tallberg, Emil Lindh, Arthur Ahnger i Bertil Tallberg.